# Triphosa fasciata
Triphosa fasciata là một loài bướm đêm trong họ Geometridae.